# Seguro marítimo

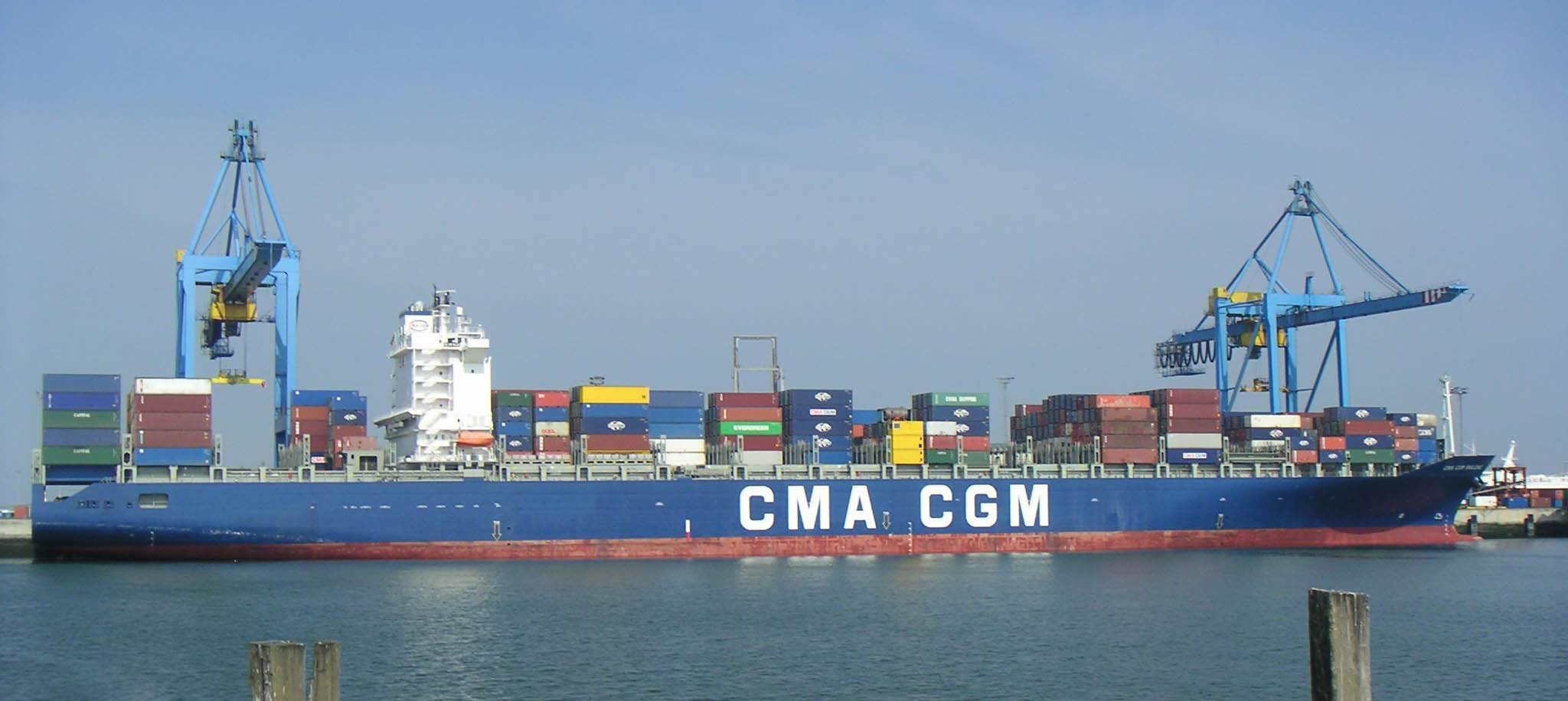
Buque de transporte mercaderías.

Los seguros marítimos tienen por objeto indemnizar al asegurado respecto de la pérdida o daño que pueda sufrir la cosa asegurada por los riesgos que implica una aventura marítima, fluvial, lacustre o canales interiores.

## Objeto
Según el artículo 1160 del Código de comercio de Chile, el seguro marítimo puede versar sobre:
- 1° cubriendo la nave o artefacto naval incluyendo todos los accesorios de esta, objetos movibles y fijos; cualquiera sea el lugar en que se encuentren.
- 2° las mercancías o cualquier otra clase de bienes que puedan sufrir por riesgos del transporte marítimo, fluvial, lacustre.
- 3° el valor del flete y los demás desembolsos en que incurra quien organiza una expedición. Como originalmente en la navegación marítima en la“aventura” no existía certeza de que las cosas llegaran a su destino, el flete era pagadero en destino, por tanto, si sufre daño la mercancía antes de llegar a destino no se pagaba el flete, o sea, era una pérdida que sufría el naviero, en virtud, del accidente.
- 4° responsabilidad de la nave o artefacto naval por perjuicios que pudiera provocar a tercero durante el transcurso de la aventura marítima, por tanto, si éste es un riesgo propio de la aventura marítima y por tanto de un seguro.

El seguro de responsabilidad civil de las embarcaciones se conoce comúnmente como seguro de Protección e Indemnización (P&I). Existen trece clubes de P&I,[cita requerida] conocidos como el Grupo Internacional de Clubes de P&I (https://web.archive.org/web/20120913072218/http://www.igpandi.org/Home), que aseguran aproximadamente el 90% de la flota mundial.[cita requerida]

## Perfeccionamiento
El seguro marítimo se entiende perfeccionado desde el momento en que el asegurador expresa por escrito su aceptación a la propuesta (también escrita) de celebrar el contrato de seguro.
Para acreditar dicha aceptación sirven las estipulaciones que el asegurador hubiere estampado en el contrato de seguro, en la propuesta de este; o bien, en la hoja de cobertura.
La circunstancia que esto baste para perfeccionar el contrato de seguro marítimo, no significa, que el asegurador quede libre de la obligación de emitir la póliza de seguro.
En materia de seguro marítimo es posible entender emitida la póliza con las condiciones del seguro por referencia, es decir, se emite lo que es un certificado de seguro en el que se deja constancia de haberse contratado el seguro, y las condiciones son las que dan cuenta determinados formularios proporcionados por el asegurador.

## Interés asegurable
Se distingue entre seguro de mercancías y seguro de nave.
- Seguro de mercancías: Lo asegurado en este caso es la carga que transporta la nave. Las normas del seguro marítimo dejan sentado un principio que constituye la regla general, cual es, que los seguros de mercancías son siempre por cuenta de quien corresponda, esto significa que estamos frente a un contrato de seguro que tiene el carácter de contrato accesorio. En el seguro de mercancía, el asegurado es el titular, el dueño de la mercancía y como este puede variar en el transcurso de la aventura marítima; el riesgo será por cuenta de quien corresponda, por tanto, el seguro en este caso, es libremente transferible a favor de quien tenga interés en la conservación de la cosa..
- Seguro de nave: En este caso el interés respecto de la cosa asegurada lo tiene el dueño de la nave por el solo hecho de ser dueño, no tiene que acreditar nada más. En caso de que fuera contratado por alguien distinto al dueño de la nave como asegurado, el asegurador debe consignar en la póliza la relación o el interés asegurable que exista entre el asegurado y la nave.

## Historia del seguro marítimo
Los primeros seguros marítimos surgen en el Mediterráneo durante la Edad Media como consecuencia del desarrollo del comercio marítimo, pero no es sino hasta el descubrimiento y la conquista de América, cuando se multiplican los intercambios, cuando se establecen las primeras instituciones y marcos administrativos del seguro.
Estos seguros iniciales surgen como una necesidad ante la demanda de navíos y embarcaciones para las Indias. La travesía por el Atlántico suponía un gran riesgo para unas embarcaciones pequeñas y mal pertrechadas. Según Tomás de Mercado en su obra Tratos y contratos de mercaderes y tratantes 

«oímos cada día grimosas pérdidas y naufragios de hacienda y gentes, [lo que no extraña, por] ser inaudito nuestro atrevimiento, porque de la creación del orbe acá jamás hombres navegaron tan largo como los españoles navegan [...] Despachan navíos y carabelas, cascos muy pequeños, lo primero, por un mar Océano tan vasto, soberbio y temeroso [...]; lo segundo, en el riñón del invierno, por noviembre, diciembre y enero, tiempo tan rígido y tempestuoso que aun por tierra no se camina»

La primera entidad administrativa que se encarga del tema de los seguros, junto con otras cuestiones ligadas al comercio ultramarino es la Casa de Contratación de Sevilla, creada en 1503. Al encargarse de todo lo relacionado con el comercio y la navegación con el Nuevo Mundo, regulaba todos estos aspectos, también el de los seguros y los riesgos asumidos por los navíos.
Mediante las Ordenanzas de Monzón (1510), se modificó el reglamento de los seguros de la Casa de Contratación  para evitar el fraude y para que los seguros fueran realmente efectivos.  Por ello, se prohibieron los contratos verbales y también se prohibió que tanto la carga como los barcos se asegurasen por más de dos tercios de su valor. Así se consiguió que tanto el armador como el capitán tuviesen interés por llegar a buen puerto.
En 1543 se fundó el Consulado de Sevilla que sustituye a la Casa de Contratación y que tendrá la competencia exclusiva sobre los seguros. Es en esta época cuando se fija el seguro, no solo como una garantía que avala cualquier riesgo, sino también como una forma de financiación o impuesto que permitía funcionar a las Instituciones y sus principales cometidos. Así, en el Consulado de Sevilla, también llamado Consulado de Mercaderes, Casa Lonja o la Bolsa, estaban representados todos los tratantes con Indias, excluyendo a los extranjeros. Los ingresos del Consulado procedían de la avería o seguro marítimo, obligatorio para todo aquel que llevase más de un año mercadeando con las Indias o que hubiese cargado mercancías por más de 1000 ducados; lo que permitía sufragar la organización de una Armada para la defensa de los buques frente a los ataques de piratas y corsarios.